# Debbie Armstrong
Debra Rae „Debbie“ Armstrong (* 6. Dezember 1963 in Salem, Oregon) ist eine ehemalige US-amerikanische Skirennläuferin.
Im Skiweltcup stand sie ein Mal auf dem Podest, am 8. Januar 1984 im Super-G in Puy-Saint-Vincent. Bei den Olympischen Winterspielen in Sarajevo gelang ihr mit dem Gewinn der Goldmedaille in der gleichen Disziplin der größte Erfolg ihrer Karriere. Ende der Saison 1987/88 trat sie vom Spitzensport zurück.